# Disphragis avicans
Disphragis avicans är en fjärilsart som beskrevs av William Schaus 1937. Disphragis avicans ingår i släktet Disphragis och familjen tandspinnare. Inga underarter finns listade i Catalogue of Life.